# Impact académique des Nations unies
L’impact académique des Nations unies (en anglais United Nations Academic Impact, également connu sous son acronyme UNAI), est une initiative de l'Organisation des Nations unies dont le but et d'aligner les institutions d'enseignement supérieur et de recherche avec les Nations unies[pas clair], et les unes avec les autres[pas clair].

## Introduction
Selon le secrétaire général des Nations unies, Ban Ki-moon, « l'Impact Académique vise à générer un mouvement mondial des esprits afin de promouvoir une nouvelle culture de responsabilité sociale intellectuelle. Il se fonde sur le respect de certains principes fondamentaux. parmi lesquels: les libertés d’investigation, d'opinion et d'expression; l'éducation pour tous, la citoyenneté mondiale, la durabilité, et le dialogue. »
En outre, UNAI vise à soutenir la réalisation des Objectifs du millénaire pour le développement en se concentrant sur la relation réciproque entre l'éducation et le développement durable.

## Contexte historique
L'initiative a été lancée officiellement le 18 novembre 2010 par le secrétaire général des Nations unies, Ban Ki-moon, au siège de l'ONU à New York. À cette occasion, il a présenté ainsi les objectifs de l’initiative:

« En partageant des idées, à travers des frontières et des disciplines, nous pouvons trouver des solutions aux problèmes interconnectés qui causent tant de souffrances. Le changement climatique n'est pas seulement une menace pour l'environnement; il est étroitement lié à la pauvreté. La pauvreté ne concerne pas seulement les emplois, elle est directement liée à la sécurité alimentaire. La sécurité alimentaire a un impact sur la santé. La santé affecte des générations d'enfants. Les enfants sont la clé de notre avenir. L'éducation peut apporter des progrès sur tous ces fronts. »

À ce jour, plus de 700 institutions dans une centaine de pays et plus de 40 réseaux universitaires ont rejoint l'initiative.

## Les dix principes de l'UNAI
L’Impact Académique s’inscrit dans le cadre d’un engagement de soutien et de mise en œuvre des dix principes suivants :
1. Un attachement aux principes sous-jacents à la Charte des Nations unies, que l’éducation s’applique à promouvoir et à soutenir dans leur réalisation;
2. Un attachement aux droits de l’homme, dont la liberté d’investigation, d’opinion et d’expression;
3. S’engager dans l’éducation pour tous, indépendamment du genre, de la race, de la religion ou des origines ethniques ;
4. Garantir la possibilité pour tout individu intéressé à acquérir les compétences et les connaissances nécessaires à la poursuite d’études supérieures ;
5. S’engager dans le renforcement des capacités dans l’infrastructure d’enseignement supérieur à travers le monde ;
6. Encourager le développement d’une citoyenneté mondiale, par le biais de l’éducation;
7. S’engager dans le processus de paix et de résolution des conflits par le biais de l’éducation ;
8. S’engager à fournir des réponses à la pauvreté par le biais de l’éducation ;
9. S’engager à promouvoir le développement durable par le biais de l’éducation ;
10. Encourager à la promotion du dialogue et de la compréhension inter-culturels, et s’attacher au « désapprentissage » de l’intolérance, par le biais de l’éducation.

## L’UNAI en action
Les institutions membres doivent démontrer leur soutien à l'un des 10 principes de l’UNAI par la réalisation d’une activité par an en application concrète de ce principe. Des exemples de ces activités comprennent conférences, publications, activités en ligne et autres événements qui participent à la promotion du dialogue interculturel et l'échange international d'idées.
UNAI a établi différents canaux de communication. Afin de favoriser le contact et intensifier le dialogue avec le monde universitaire à travers le monde, UNAI utilise les médias sociaux tels que Facebook, ou pour le public chinois, sina.com.
Dix membres de l’initiative ont été désignés comme centre focal pour chacun des principes.
1. Un attachement aux principes sous-jacents à la Charte des Nations unies - J.F. Oberlin University, Japon.
2. Les droits de l’homme - Benedict College, États-Unis
3. L’éducation pour tous - Lahore University of Management Sciences, Pakistan
4. La poursuite d’études supérieures par tout individu intéressé - Hadassah College, Israël
5. Le renforcement des capacités dans l’infrastructure d’enseignement supérieur – Hangdong Global University, République de Corée
6. La citoyenneté mondiale – Lehigh University, États-Unis
7. La résolution de la paix et des conflits – Calcutta University, Inde
8. Les réponses à la pauvreté – University of KwaZulu Natal, Afrique du Sud
9. La durabilité des actions – Black Sea University Network, Roumanie
10. La promotion du dialogue et de la compréhension inter-culturels, et le « désapprentissage » de l’intolérance - Escuela Politécnica Javeriana del Ecuador, Ecuador